# Olavi Kauhanen
Olavi Kauhanen, född 23 juni 1926 i Äyräpää, död 30 december 2013, var en före detta finländsk spjutkastare och volleybollspelare. 
Kauhanen blev finsk mästare i spjutkastning i 1956 och 1959 och fick silver i 1955 och 1962. I juli 1959 i Tammerfors, kastade han sin karriärs längsta kasta på 79,63 meter. Han var medlem av Tampereen Kisatoverit.
I volleyboll vann Kauhanen det finska mästerskapet år 1959 och 1961 med Järvensivun Kisa, och representerade Finland vid VM i Moskva 1952, där det blev till en finsk 11:e plats. 